# شام غریبان

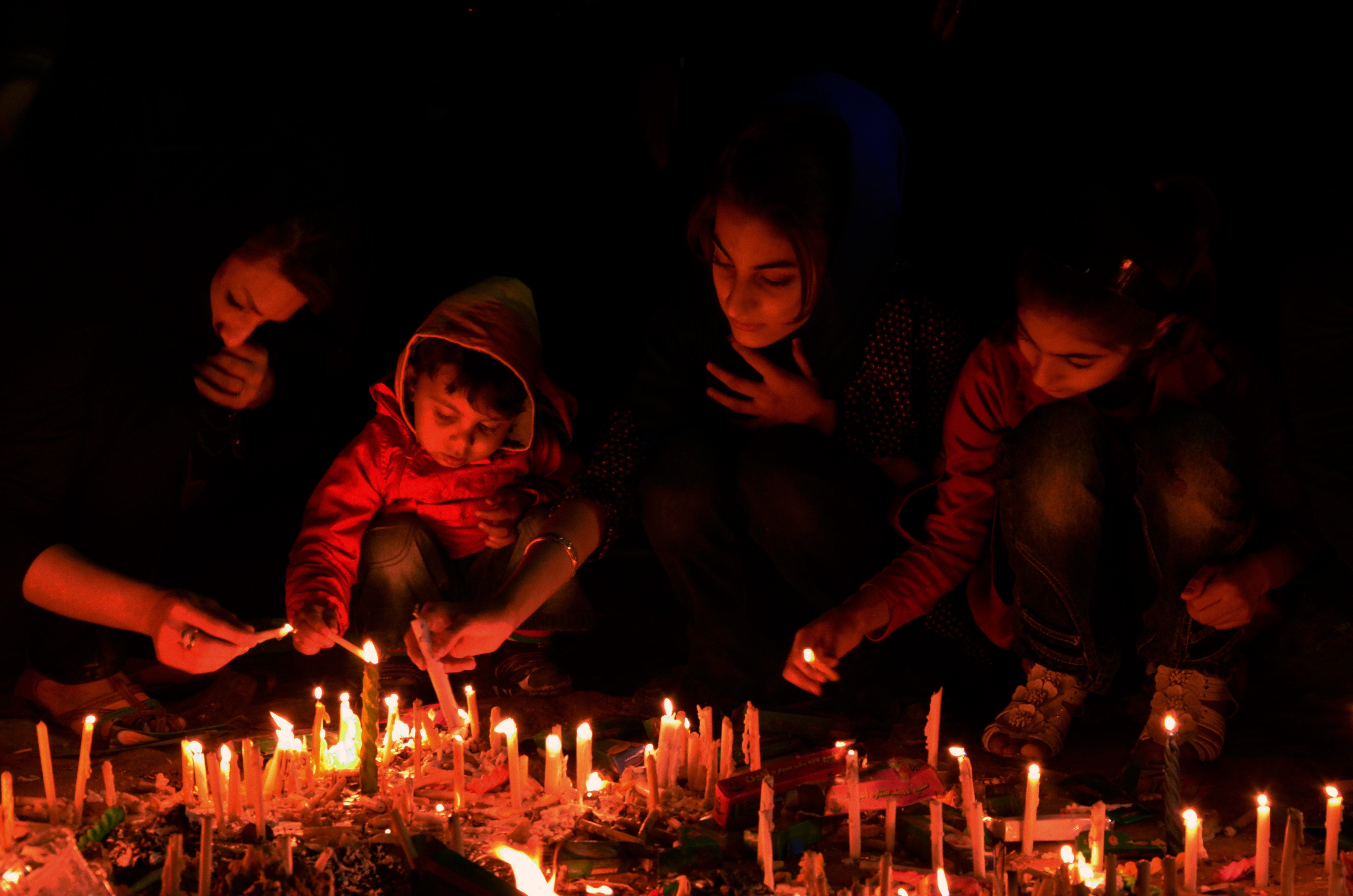
مراسم شمع روشن کردن در شام غریبان

شامِ غریبان (به عربی میانرودانی: لیلة الوحشة) مراسم مذهبی شیعه است که در غروب روز عاشورا برگزار می‌گردد. سوزاندن خیمه‌های خانواده حسین بن علی و به اسارت گرفتن خانواده حسین بن علی توسط لشکر یزید بن معاویه درون مایهٔ این مراسم است. در این مراسم عزاداران با روشن کردن شمع به عزاداری می‌پردازند.
در مراسم شام غریبان در حرم علی بن موسی الرضا، همه خادمان حرم دور تا دور یکی از بزرگترین صحن‌ها شمع به دست می‌ایستند و یکی در وسط نوحه می‌خواند. مردم نیز همراه خادمان می‌شوند و شمع دست می‌گیرند. یک سینی بزرگ هم وسط صحن می‌گذارند که با شن پر شده و شمع‌های روشن را در آن فرومی‌کنند.